# The Kite
 (juillet 2017).
Si vous disposez d'ouvrages ou d'articles de référence ou si vous connaissez des sites web de qualité traitant du thème abordé ici, merci de compléter l'article en donnant les références utiles à sa vérifiabilité et en les liant à la section « Notes et références ».
Pour plus de détails, voir Fiche technique et Distribution.
The Kite (Dragen) est un court métrage danois de 14 minutes tourné au Danemark et sorti en 2016.

## Synopsis
Un cerf-volant réunit deux amoureux après une séparation de 20 ans. Le film ne comporte pas de dialogues, seul un échange SMS invitant le destinataire à un rendez-vous sur une dune du littoral, précisant un repère : le cerf-volant. La dune fait partie de l'environnement naturel de leur émoi 20 ans auparavant. Le métrage et le fond musical idyllique (Vivaldi), interprétés par certains adultes n'ayant pas assumé leur orientation homosexuelle découverte au cours de l'enfance (sanctionné par le père de famille) fait revenir du passé le bon moment qu'ils ont vécu et gardé en un secret honteux et ressentent une jouissance qu'ils considèrent comme pédophile.

## Fiche technique
- Titre : The Kite
- Titre original : Dragen
- Réalisation : Lasse Nielsen
- Scénario : Lasse Nielsen
- Photographie : Johs Aarup
- Montage : Johs Aarup et Lasse Nielsen
- Production : Steen Herdel
- Société de production : Discovery Communications
- Pays :  Danemark
- Genre : drame et romance
- Durée : 14 minutes
- Dates de sortie : 
  -  Danemark : 29 mars 2016
  -  France : 10 juin 2016 (médiathèque de "La Station", Strasbourg), 16 novembre 2016 (festival Chéries, Chéris)

## Distribution
- Marius Bjørnbak Brix : Bo
- Jonathan Lindinger : Ole
- Mark Viggo Krogsgaard : Bo adulte
- Mads Korsgaard  : Ole adulte
- Kenneth Christensen : le père